# جاكلين بير
جاكلين بير (ولدت جاكلين فانغرامبرغ في 14 أكتوبر 1932 في باريس، فرنسا) ممثلة سينمائية وتلفزيونية هوليوودية سابقة، مثلت فرنسا في مسابقة ملكة جمال الكون 1954.

## روابط خارجية
- جاكلين بير على موقع IMDb (الإنجليزية)
- جاكلين بير على موقع أول موفي (الإنجليزية)
- جاكلين بير على موقع قاعدة بيانات الأفلام السويدية (السويدية)
- جاكلين بير على موقع قاعدة بيانات الفيلم (الإنجليزية)